# Kulmerau
Kulmerau är en ort i kommunen Triengen i kantonen Luzern i Schweiz. Den ligger cirka 9 kilometer norr om Sursee, vid gränsen till kantonen Aargau. Orten har cirka 220 invånare (2023).
Orten var före den 1 januari 2005 en egen kommun, men inkorporerades då tillsammans med Wilihof i kommunen Triengen.